# Meta dolloff
Meta dolloff је арахнида из реда Araneae и фамилије Araneidae. 

## Угроженост
Ова врста се сматра рањивом у погледу угрожености врсте од изумирања.

## Распрострањење
Сједињене Америчке Државе су једино познато природно станиште врсте.

## Станиште
Врста Meta dolloff има станиште на копну.